# Зуділово (Зоринський район)
Зуді́лово (рос. Зудилово) — селище у складі Зоринського району Алтайського краю, Росія. Входить до складу Гришинської сільської ради.

## Населення
Населення — 29 осіб (2010; 29 у 2002).
Національний склад (станом на 2002 рік):
- росіяни — 100 %